# Dachdorf (Geislingen)
Dachdorf ist eine Wüstung auf der Gemarkung von Geislingen im Zollernalbkreis in Baden-Württemberg.

## Geographie
Die Wüstung lag nördlich in der ehemaligen Gemarkung von Erlaheim.

## Geschichte
Dachdorf ist vor 1300 verschwunden und wurde 1320 als Flurname erwähnt. Heute heißt der Flurname Achdorf.